# 브라질 영화
브라질 영화는 20세기로 거슬러 올라간다. 브라질의 영화 산업은 국가적 자금 조달과 인센티브에 따라 고저를 반복했다.
1967년에 영화관 3,194개, 연 관객수 2억 3,470만명으로 연평균 인구 1인당 영화관 출입회수는 3회, 프랑스에서 귀국한 세계적인 감독 알베르토 카발칸티가 활약하기 시작하고 또한 리마 파레도의 <야성(野性)의 순정(O Cangaceiro)>(1952)이 나오자(한국에는 1957년에 수입되었음) 브라질영화는 재건과 함께 세계적인 평가를 얻게 되었다. 또한 1962년 안세르모 듀아르테 감독의 작품 <산타 바바라의 맹세>가 칸 영화제에서 그랑프리를 획득하여 세계에 그 이름을 떨쳤다. 문제작 <안토니오 다스 모르타수>(1966)를 내어 놓은 글라우베르 로샤가 신진으로서 세계적인 주목을 끌고 있다.

## 같이 보기
- 로버트 스탬